# Natação nos Jogos Olímpicos de Verão de 2016 - 10 km masculino

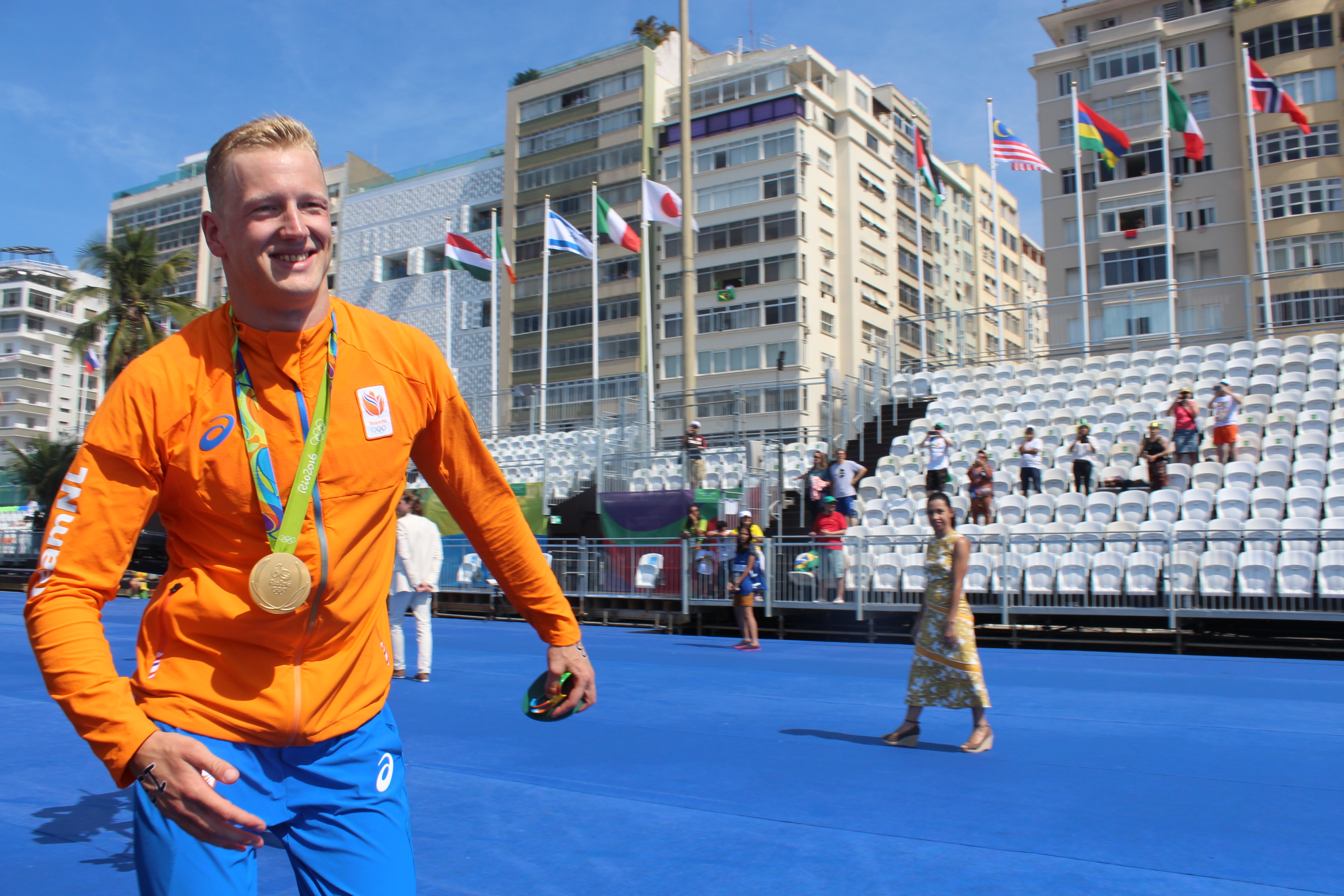
Ferry Weertman conquistou a medalha de ouro nos 10 km.

A competição dos 10 quilômetros masculino de maratona aquática integrou o programa da natação nos Jogos Olímpicos de Verão de 2016 e foi disputada no dia 16 de agosto no Forte de Copacabana, em frente ao Ponto 6, na Praia de Copacabana.

## Medalhistas
| Ouro   | NED Ferry Weertman       |
| Prata  | GRE Spyridon Gianniotis  |
| Bronze | FRA Marc-Antoine Olivier |

## Calendário
Horário local (UTC-3)
| Dia          | Horário | Fase  |
| ------------ | ------- | ----- |
| 16 de agosto | 09:00   | Final |

## Resultados
| Pos.              | Nadador              | CON                | Tempo     | Tempo atrás | Notas |
| ----------------- | -------------------- | ------------------ | --------- | ----------- | ----- |
| Medalha de ouro   | Ferry Weertman       | NED Países Baixos  | 1:52:59.8 |             |       |
| Medalha de prata  | Spyridon Gianniotis  | GRE Grécia         | 1:52:59.8 | 0.0         |       |
| Medalha de bronze | Marc-Antoine Olivier | FRA França         | 1:53:02.0 | +2.2        |       |
| 4                 | Zu Lijun             | CHN China          | 1:53:02.0 | +2.2        |       |
| 5                 | Jordan Wilimovsky    | USA Estados Unidos | 1:53:03.2 | +3.4        |       |
| 6                 | Simone Ruffini       | ITA Itália         | 1:53:03.5 | +3.7        |       |
| 7                 | Federico Vanelli     | ITA Itália         | 1:53:03.9 | +4.1        |       |
| 8                 | Yasunari Hirai       | JPN Japão          | 1:53:04.6 | +4.8        |       |
| 9                 | Christian Reichert   | GER Alemanha       | 1:53:04.7 | +4.9        |       |
| 10                | Chad Ho              | RSA África do Sul  | 1:53:04.8 | +5.0        |       |
| 11                | Evgeny Drattsev      | RUS Rússia         | 1:53:04.8 | +5.0        |       |
| 12                | Oussama Mellouli     | TUN Tunísia        | 1:53:06.1 | +6.3        |       |
| 13                | Márk Papp            | HUN Hungria        | 1:53:11.7 | +11.9       |       |
| 14                | Sean Ryan            | USA Estados Unidos | 1:53:15.5 | +15.7       |       |
| 15                | Ventsislav Aydarski  | BUL Bulgária       | 1:53:16.1 | +16.3       |       |
| 16                | Iván Enderica        | ECU Equador        | 1:53:16.2 | +16.4       |       |
| 17                | Richard Weinberger   | CAN Canadá         | 1:53:16.4 | +16.6       |       |
| 18                | Allan do Carmo       | BRA Brasil         | 1:53:16.4 | +16.6       |       |
| 19                | Kane Radford         | NZL Nova Zelândia  | 1:53:18.7 | +18.9       |       |
| 20                | Richard Nagy         | SVK Eslováquia     | 1:53:35.4 | +35.6       |       |
| 21                | Jarrod Poort         | AUS Austrália      | 1:53:40.7 | +40.9       |       |
| 22                | Erwin Maldonado      | VEN Venezuela      | 1:54:33.6 | +1:33.8     |       |
| 23                | Marwan El-Amrawy     | EGY Egito          | 1:59:17.2 | +6:17.4     |       |
| 24                | Vitaliy Khudyakov    | KAZ Cazaquistão    |           |             | DSQ   |
| 25                | Jack Burnell         | GBR Grã-Bretanha   |           |             | DSQ   |

Legenda
| Recorde mundial      | Recorde mundial (World record)               |                       | Recorde africano                      | Recorde africano (African) |                                           | Q | Classificado por posição (Qualified) |
| Recorde olímpico     | Recorde olímpico (Olympic record)            | Recorde da América    | Recorde da América (Americas)         | q                          | Classificado por melhor tempo (Qualified) |   |                                      |
| Melhor marca do ano  | Melhor marca do ano (World leading)          | Recorde asiático      | Recorde asiático (Asian)              | DNS                        | Não largou (Did not start)                |   |                                      |
| Recorde nacional     | Recorde nacional (National record)           | Recorde europeu       | Recorde europeu (European)            | DNF                        | Não terminou (Did not finish)             |   |                                      |
| Recorde pessoal      | Recorde pessoal do atleta (Personal best)    | Recorde da Oceania    | Recorde da Oceania (Oceania)          | DSQ / DQ                   | Desclassificado (Disqualified)            |   |                                      |
| Recorde da temporada | Recorde da temporada do atleta (Season best) | Recorde sul-americano | Recorde sul-americano (South America) | NM                         | Sem marca (No mark)                       |   |                                      |